# 316202 Johnfowler
316202 Johnfowler este o planetă minoră (asteroid), cu un diametru de 2,508 km, din centura de asteroizi. A fost descoperită pe 16 iunie 2010 la Wide-field Infrared Survey Explorer⁠(d) de Wide-field Infrared Survey Explorer⁠(d). 
Obiectul prezintă o orbită caracterizată de o semiaxă mare de 2,7731597348048 UAi, o excentricitate de 0,08, o înclinație de 3,8 ° în raport cu ecliptica.